# 阳含和
阳含和（1920年—1988年），男，广西桂林人，中国机械控制工程专家，曾任西安交通大学教授、博士生导师。